# Zenodorini
Zenodorini è una tribù di ragni appartenente alla Sottofamiglia Euophryinae della Famiglia Salticidae dell'Ordine Araneae della Classe Arachnida.

## Distribuzione
I sei generi oggi noti di questa tribù sono diffusi nelle Americhe, in Pakistan, in Indonesia, in Oceania e in Australia; una sola specie, Margaromma nitidum, è stata rinvenuta solo in Camerun.

## Tassonomia
A dicembre 2010, gli aracnologi riconoscono sei generi appartenenti a questa tribù:
- Corythalia C. L. Koch, 1850 — dagli USA all'Argentina (73 specie)
- Margaromma Keyserling, 1882 — Australia, Oceania, Camerun (12 specie)
- Pseudocorythalia Caporiacco, 1938 — Guatemala (1 specie)
- Pystira Simon, 1901 — Nuova Guinea, Indonesia, Pakistan (5 specie)
- Stoidis Simon, 1901 — dall'Isla Mona (Porto Rico) al Venezuela (3 specie)
- Zenodorus Peckham & Peckham, 1886 — Australia, Nuova Guinea, Oceania (23 specie)